# South Benfleet
South Benfleet è una città o paese popoloso, in gran parte moderno del distretto di Castle Point nell'Essex, 30 miglia a est di Londra. Il Codice postale Benfleet SS7 include South Benfleet, Thundersley, New Thundersley e Hadleigh. La Battaglia di Benfleet ebbe luogo qui tra Vichinghi e Sassoni nell'894.
La comunità si trova direttamente a nord di Canvey Island ed è servita dalla stazione di Benfleet. Ospita la Scuola Elementare South Benfleet, che fu usata temporaneamente come rifugio dagli abitanti durante l'ampia Inondazione causata dal Mare del Nord nel 1953.
All'incrocio tra la Chiesa di Saint Mary e il pub The Anchor è situata la prima mini rotatoria del Regno Unito, forse la prima al mondo.

## Storia
In epoca romana l'attuale area di Canvey Island fu unita alla terraferma da una strada che dava accesso da Benfleet, durante le basse maree, a Camulodunum (Colchester) e Londinium (Londra). La strada A130 dalla rotatoria di Sadlers Farm a Canvey Island segue il percorso della strada romana originale. La sua costruzione nel 1971 portò alla luce una serie di artefatti che datavano fino ai primi insediamenti nell'area.
Il nome della città ha origine al tempo dei Sassoni nel V secolo, quando l'area era prevalentemente una palude. La chiamarono Beamfleote, che significa "flusso di alberi", essendo l'area dove le insenature del Tamigi si uniscono all'area boschiva a nord. La forma attuale è stata adottata al tempo in cui il servizio ferroviario arrivò nella zona e fu costruita una stazione per la città. Nel periodo intermedio abbiamo varie versioni documentate del nome che sono: 'Benfleota', 'Beamflet', 'Bemflet', 'Bienflet' e 'Bemfleet'. L'ultimo fu usato sulle mappe di John Norden nel XVII secolo.
In epoca sassone il villaggio divenne conosciuto come South Benfleet quando un nuovo insediamento, che divenne noto come Little Benfleet, si sviluppò a nord dell'insediamento originale. Il nuovo insediamento non durò, e il suo sito, che è diventato da allora conosciuto come North Benfleet, è adesso per la maggior parte campagna.
La ferrovia arrivò in città nel 1855. La nuova stazione di Benfleet connesse la città con Southend-on-Sea a est e la stazione Londra Fenchurch Street.
Nel luglio 2002 il Consiglio del Distretto di Castle Point ha battezzato una pista ciclabile lunga 6 miglia, che va da circa la stazione di Benfleet a circa la stazione di Leigh-on-Sea, la "de Neumann Way" dal Capitano Peter de Neumann.

## La battaglia di Benfleet
La battaglia di Benfleet ebbe luogo tra i Sassoni e i Vichinghi danesi nell'894. Questo fu verso la fine del periodo sassone, e il Tamigi ed altri corsi d'acqua rendevano l'area vulnerabile agli attacchi vichinghi. Benfleet era usata come una base vichinga. Comunque, i Vichinghi furono sconfitti nella battaglia dall'esercito di Alfredo il Grande sotto il comando di suo figlio Edoardo il Vecchio e suo genero Earl Aethelred di Mercia. Successivamente una chiesa fu costruita dai Sassoni in ringraziamento della vittoria sui Vichinghi. La chiesa di S.Maria è l'edificio religioso più recente ad occupare questo sito.

## Geografia

### Città vicine
- Southend-on-Sea
- Basildon
- Pitsea
- Canvey Island
- Hadleigh
- Leigh-on-Sea
- Thundersley
- New Thundersley[3]
- Rayleigh

## Amministrazione
Dall'abolizione del Distretto urbano di Benfleet nel Local Government Act 1972, South Benfleet, insieme a Canvey Island, Hadleigh e Thundersley ha formato la rappresentanza parlamentare, distretto amministrativo locale e Borough di Castle Point. Come da Elezioni generali nel Regno Unito del 2010, il membro del Parlamento rappresentante la rappresentanza parlamentare di Castle Point è Rebecca Harris del Partito Conservatore. South Benfleet elegge un seggio al Consiglio di Contea dell'Essex. Dal 2009, il seggio è tenuto da Colin Riley del Partito Conservatore. All'interno del Consiglio del Borough di Castle Point, South Benfleet è rappresentato da nove consiglieri eletti dalle circoscrizioni di Appleton, St. Mary e Boyce.

## Infrastrutture e trasporti
La stazione di Benfleet è servita dalla linea ferroviaria Londra, Tilbury e Southend attualmente diretta dalla c2c. Dalla strada la A13 e la A12/A127/A130 connettono la città a Londra.

## Monumenti e luoghi d'interesse

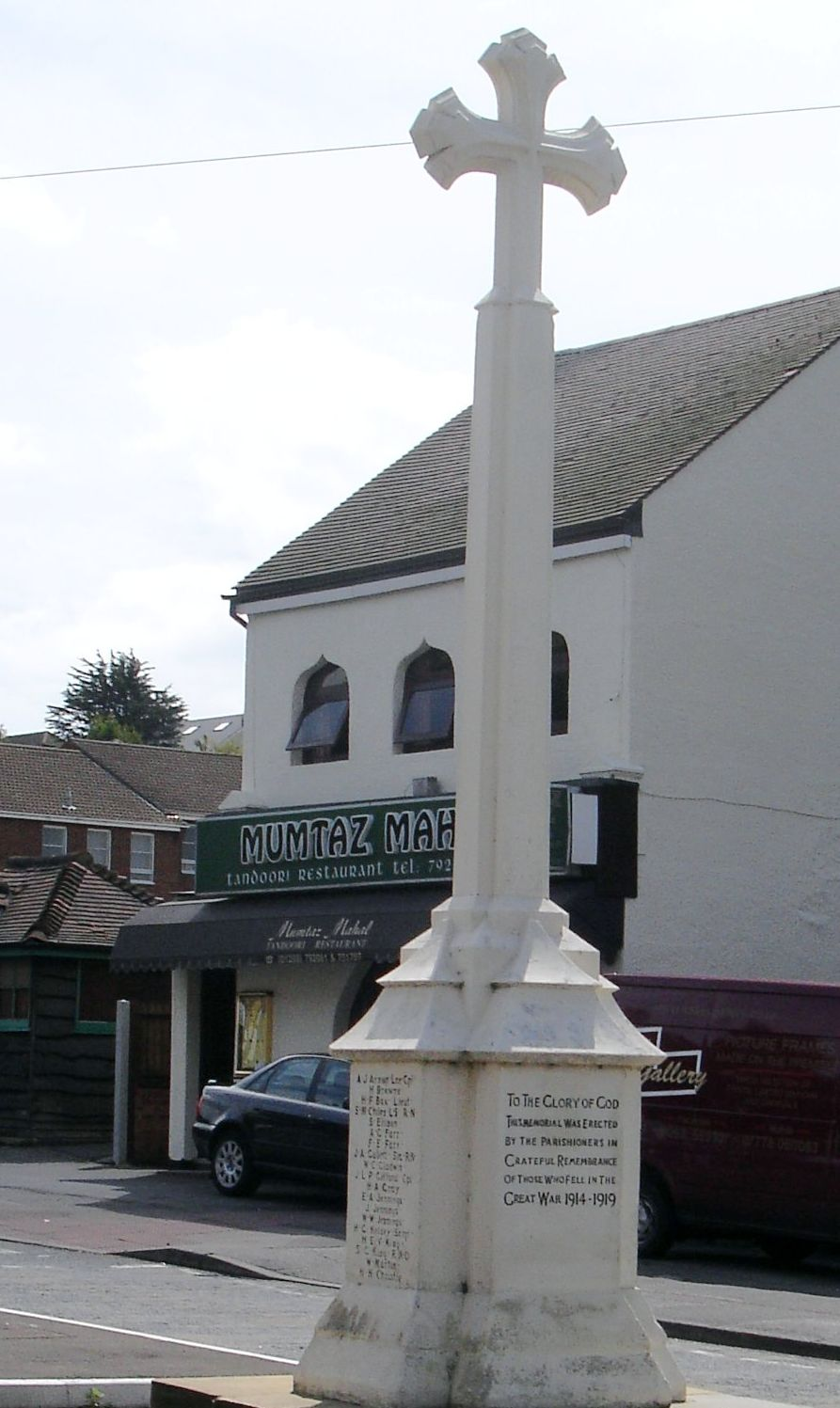
Monumento ai caduti, South Benfleet

La Chiesa anglicana a Benfleet è rappresentata dalla chiesa di St. Mary the Virgin. I locali pubblici situati nel quartiere del Monumento e St.Mary includono The Anchor, The Hoy and Helmet e l'Half Crown. Più a nord c'è la Benfleet Tavern. Ci sono anche un ventaglio di ristoranti nell'area a tutela architettonica di South Benfleet.
Benfleet Water Tower, ~ TQ 790 867 Benfleet Water Tower è una struttura di mattoni costruita nel 1903, che è alta 30 m con un mastio di 22 m situato sul tetto. Tutto l'equipaggiamento radio si trova nella torre. Essendo sulla cima di una prominente collina, quasi 137 m sul livello del mare, questo è un eccezionale sito di trasmissione e ricezione radio. La copertura include l'intero estuario, includendo l'isola di Grain, Medway Towns, Southend, Bradwell, Danbury ecc. Il sito fornisce apparecchi CB ad alta e a bassa frequenza.

## Sport
Il Benfleet FC è membro della Essex Olimpian Football League. La prima squadra gioca nella Senior Division 1 e la seconda nella Reserve Division 2. C'è anche una terza squadra che compete nella Mid-Essex Division 3. Il club gioca le sue partite in casa al Woodside Park Extension in cima a Manor Road. Le partite sono organizzate il sabato pomeriggio, con alcune partite infrasettimanali verso la fine della stagione.
Benfleet ospita anche la Benfleet Social (S) First FC che partecipa alla Sceptre Sunday Football League, che è arrivata ultima nella stagione 2010/2011.
Il Benfleet FC (Sunday) è riuscito a vincere la coppa Mike Wigget nella stagione 2009/2010, battendo i Shoebury Boys 4-2 nella finale a Burroughs Park, Great Wakering.
I Benfleet Vikings RFC sono la locale squadra di rugby. Formata nel 2013 stanno progredendo anno dopo anno con la prima squadra, la primavera e i pulcini. La prima squadra attualmente compete nella Shepherd Neame Essex Merit League 6 Est e giocano le loro partite in casa il sabato al Richmond Park, fuori da Brook Road.

## Galleria d'immagini

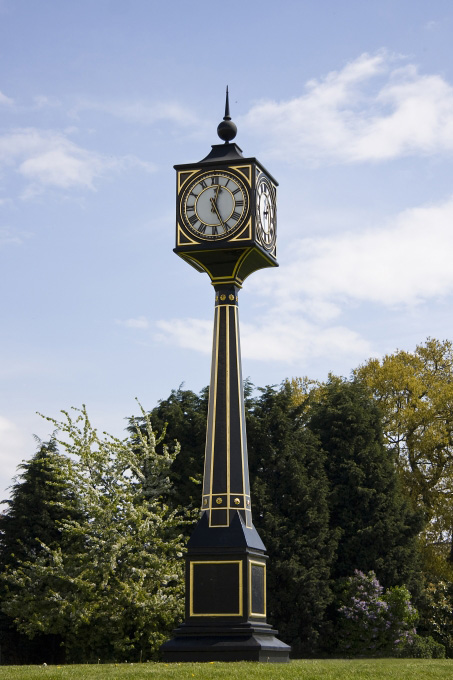
Orologio su rotatoria Benfleet
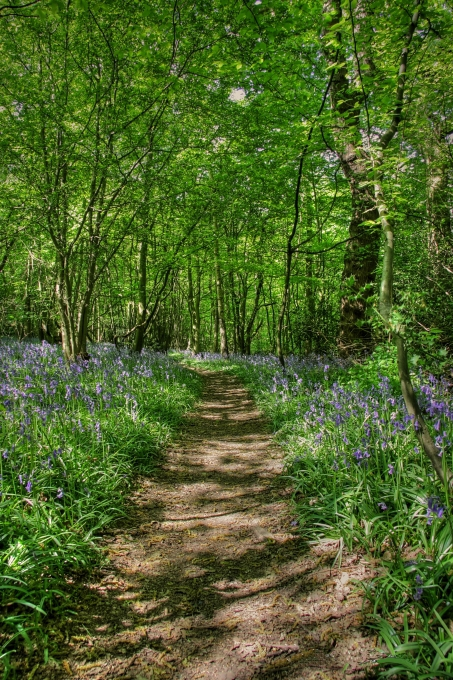
Uno degli ultimi veri boschetti di campanule in Essex (Shipwrights Drive)